# Cykelcross
Cykelcross  (uofficielt: cyklecross) er en cykeldisciplin, hvor rytterne konkurrerer på en rute på 2500-3500 m, der som regel består af en kombination af veje, marker og stier af minimum 3 meters bredde. I praksis afviger ruterne dog ofte fra dette i Danmark. Ruten kan have forhindringer eller stigninger, der tvinger rytterne til at springe af og på cyklen, såsom passager af trapper eller kunstige forhindringer såsom bomme på op til 40 cm. højde. I cykelcross er der depoter/pit, hvor rytteren kan køre ind og skifte cykel, såfremt der er defekt eller tungt mudder på cyklen. Tidsmæssigt køres der op til 60 min for elite-klassen for mænd. Kvinderne kører ca. 40 minutter. Sporten dyrkes som en vinterdisciplin i Europa, Nordamerika og Japan i perioden fra september til og med marts.
Cyklerne ligner almindelige racercykler, men er mere robuste, har en anden geometri, men først og fremmest adskiller dæk og bremser sig fra almindelige racercykler. Der køres med grove, mønstrede dæk, der højest må være 33 mm. brede i UCI løb. Bremserne er enten cantileverbremser eller skivebremser.
Sporten er ganske populær i Benelux-landene, men har i de senere år oplevet en opblomstring i flere lande, særligt i USA. Sporten er også i vækst i Danmark, hvor flere mountainbike- og landevejsryttere bruger sporten som vintertræning. Enkelte danske ryttere er dedikerede crossryttere og dyrker kun denne disciplin.

## Danmark
I Danmark arrangerer klubberne på vegne af DCU Cross Cup (CX CUP), som er en løbsserie, hvor der dystes om sejren i såvel de enkelte afdelinger som det samlede klassement. Hvor alle med licens kan deltage fra U9 og op til H70.
Et tilbagevendende løb helt uden for kategori er  Grote Prijs i Aarhus. Løbet afholdes to gange om året, typisk februar og september ved Århus Cyklebane.
De nationale mesterskaber, herunder DM i cykelcross, afholdes oftest anden weekend i januar.
Verdensmesterskaberne afholdes ca. tre uger efter de nationale mesterskaber.

## Organisering
Sporten organiseres i Danmark af Danmarks Cykle Union, DCU.